# Ellipticine
Ellipticine (5,11-dimethyl-6H-pyrido[4,3-b]carbazool) is een tetracyclische verbinding die in de natuur voorkomt. Deze groen fluorescerende alkaloïde werd in 1959 voor het eerst geïsoleerd uit Ochrosia elliptica Labill., een boom uit de maagdenpalmfamilie die voorkomt in Australië en Nieuw-Caledonië. In hetzelfde jaar werd de eerste synthese van ellipticine gepubliceerd door Woodward et al. Later zijn nog andere syntheseroutes beschreven.

## Biologische activiteit
Ellipticine en sommige ervan afgeleide verbindingen blijken in vivo een krachtige antitumor- en anti-hiv-werking te bezitten, en zijn potentieel bruikbaar voor de behandeling van kanker en aids. Ze remmen celgroei door de inhibitie van het enzym topo-isomerase II en de vorming van adducten met DNA. Ellipticine is eigenlijk een prodrug; het zijn metabolieten ervan die actief zijn.